# Ліберія на літніх Олімпійських іграх 1984
Ліберія брала участь у літніх Олімпійських іграх 1984 року в Лос-Анджелесі в шосте у своїй історії, але не завоювала жодної медалі. Вперше в історії за збірну країни виступала жінка — Ґрейс Енн Дінкінс.

## Склад олімпійської збірної Ліберії

### Легка атлетика
Спортсменів — 3

#### Чоловіки
Чоловіки 400 м
- Семюель Саркпа

- Результат — 47.65 (→ Завершив виступ)

Чоловіки 5,000 м
- Німлі Твеґбе

- Результат — 17:36.69 (→ Завершив виступ)

Чоловіки марафон
- Німлі Твеґбе — не вінішував (→ no ranking)

#### Жінки
Жінки 100 м
- Ґрейс Енн Дінкінс

- Результат — 12.35s (→ Завершила виступ)